# Maria Guida
Maria Guida (* 23. Januar 1966 in Vico Equense) ist eine ehemalige italienische Langstreckenläuferin und ehemalige Europameisterin im Marathon.
Maria Guida begann ihre Karriere als Bahnläuferin. 1991 gewann sie ihren ersten italienischen Meistertitel im 10.000-Meter-Lauf. Von 1993 bis 1996 folgten vier weitere Titel, 2001 gewann sie den sechsten Titel auf dieser Strecke. Bei den Leichtathletik-Weltmeisterschaften 1993 in Stuttgart erreichte sie nach 32:15,34 min den zwölften Platz. In Helsinki bei den Europameisterschaften 1994 belegte sie über 10.000 Meter mit dem Landesrekord von 31:42,14 min den sechsten Platz. Ein Jahr später lief sie bei den Weltmeisterschaften in Göteborg 31:27,82 min und belegte den vierten Platz.
Bereits während ihrer Bahnkarriere trat Guida auch im Straßenlauf an. 1994, 1999 und 2002 wurde sie italienische Meisterin im Halbmarathon. Bei den Halbmarathon-Weltmeisterschaften 1998 belegte Guida den 15. Platz in der Einzelwertung und wurde mit der Mannschaft Sechste. 2002 belegte sie den 30. Platz und wurde mit der Mannschaft erneut Sechste.
1992 lief sie ihren ersten Marathon, 1999 gewann sie den Turin-Marathon und die Maratona d’Italia. 2001 siegte sie beim Rom-Marathon. Bei den Europameisterschaften 2002 erlief sie sich zum Abschluss ihrer Karriere den größten Titel. In 2:26:05 h lief sie nahe an ihre Bestzeit heran und siegte mit einer knappen Minute Vorsprung vor den beiden Deutschen Luminita Zaituc und Sonja Oberem.
Maria Guida ist 1,60 m groß und wog zu Wettkampfzeiten 49 kg.

## Persönliche Bestzeiten
- 3000 Meter: 8:54,59 min, 8. Juni 1994, Rom
- 5000 Meter: 14:58,84 min, 5. Juni 1996, Rom
- 10.000 Meter: 31:27,82 min, 9. August 1995, Göteborg
- Halbmarathon: 1:08:30 h, 10. März 1996, Lissabon
- Marathon: 2:25:57 h, 10. Oktober 1999, Carpi